# Jesusa Pertejo
María Jesús Pertejo Seseña, conocida como Jesusa Pertejo, (Zamora, 1920 – Madrid, julio de 2007) fue una médica psiquiatra, psicoanalista y psicóloga española.  

## Biografía
Fue la novena de once hermanos de una familia zamorana modesta de la que surgieron artistas como la pintora Margarita Pertejo y médicos, como José Pertejo, al que la ciudad de Elda le dedicó una calle. Estudió primero Magisterio en su ciudad natal y después Medicina en Salamanca, junto a su hermana María, durante los años 1940-1946, no sin dificultades económicas.  Interesada desde un inicio en la psiquiatría, desde muy joven leyó la obra de Freud, Adler y Jung y en sus años de estudiante en Salamanca realizó prácticas en el Manicomio Provincial de dicha ciudad.  Se formó desde entonces como psicoanalista, profundizó en psicoanálisis y psiquiatría infantil y amplió su interés en el campo de la discapacidad y minusvalía a lo largo de su actividad clínica y personal.

## Trayectoria profesional
Tras finalizar la carrera de Medicina, estudió en Santander Neurología y Psiquiatría realizando un curso del  Consejo Superior de Investigaciones Científicas (CSIC) compaginándolo con la asistencia al Pabellón de Neurología y Psiquiatría del Hospital de Valdecilla, y al sanatorio privado de Peñacastillo con el Dr. Morales. En 1947, se marchó a Barcelona, donde se formó, entre otros, con los doctores Luis Folch Camarasa, Ramón Sarro, y con Josep Solé Segarra, junto a quien creó la Sociedad Nacional de Neuropsiquiatría Infantil años más tarde en 1952. 
En 1949 se hizo cargo en Madrid del Servicio de Psicología Clínica organizando el Servicio de Neuropsiquiatría Infantil en el Hospital Clínico, dirigido por Vallejo Nájera. Como discípula de José Germain, Pertejo contribuyó activamente a la institucionalización de la Psicología como disciplina científica en España. En 1950 comenzó su colaboración con el Instituto de Filosofía “Luis Vives” del CSIC, y en 1954, marchó al Instituto Rousseau de Ginebra para formarse con el profesor André Rey. Aplicó en España “Test de la Figura Compleja” y estudió exhaustivamente el test de Rorschach. Amplió en París y en Bélgica su formación. 
Regresó a España, instalándose finalmente en Valencia, donde participó en la creación de un Centro de Psicología Clínica y Psiquiatría Infantil desarrollando actividades de tipo asistencial, docente e investigadora. En esta etapa, Pertejo consiguió abrir el centro de Educación especial “Villa Marta” en el Vedat de Torrente (Valencia) ocupándose de la educación y recuperación de los niños y jóvenes con discapacidades mentales. Décadas después (en 1989) transformó el centro escolar en el Centro Ocupacional José Alcamí.
Tras enviudar del también médico Alcamí, con el que tuvo cinco hijos y con los que vivía en Valencia, comenzó su incorporación a la actividad docente Universitaria en Madrid. En 1969, fue invitada a dar clases de Psicología en la Facultad de Medicina y colaboró en la organización de los planes de estudio de Psicología de la Facultad de Filosofía y Letras. En 1971 se instaló en Madrid y mantuvo la actividad docente en dicha Universidad hasta su jubilación en 1985. Tras ello, llevó a cabo la aplicación de la Clasificación Internacional de las Deficiencias, Discapacidades y Minusvalías (CIDDM) de la Organización Mundial de la Salud (OMS) al frente del equipo de Revisión y Actualización de las Clasificaciones Internacionales de Minusvalías.
Formó parte de numerosas Sociedades Científicas, publicó en diversas revistas y participó de forma activa en múltiples congresos a través de comunicaciones, ponencias o mesas redondas. 

## Obra humanista
Su faceta profesional como psiquiatra se extendió en otras tareas con fines humanísticos. Como psicoterapeuta infantil y juvenil, creó estas secciones en hospitales públicos. Asesoró técnicamente a los familiares y padres de las personas con discapacidad intelectual y tuvo otras muchas iniciativas para su atención e integración en sociedad, como programas de atención temprana, estimulación precoz y terapias ocupacionales.
Cuando se aproximó a la edad de jubilación empezó a escribir relatos marcados especialmente por su experiencia en la atención a las personas con trastorno mental a lo largo de su vida. Narró sus primeras experiencias profesionales de la década de 1940, que fueron publicadas en relatos cortos con el nombre de Cuentos de Hospital Psiquiátrico, Las Leyendas Negras.  En ellos, "abordaba la problemática de estos enfermos desde un acercamiento humanista mostrando la injusta vida que llevaban y el trato inhumano que recibían". El epílogo a estas narraciones, titulado ¿Qué fue de ellos?, fue escrito 50 años después de esa experiencia, y en él reflexionó sobre aquellos pacientes a los que trató en sus primeros años, y sobre la evolución de la Psiquiatría en los años transcurridos.
Pertejo donó en el año 2006 al Museo de Zamora la pintura Jesusa Pertejo en traje de la comarca de Aliste, un retrato de ella realizado en 1950 por el pintor Ricardo Segundo, su cuñado. 

## Reconocimientos
Fue Miembro de honor de la Asociación Psicoanalítica de Madrid. En octubre de 1990 recibió un homenaje en el curso del Congreso de la Sociedad Española de Psiquiatría y Psicoterapia del niño y del adolescente en Valencia. En 2012, ya fallecida, se realizó una Jornada en su memoria en Atienza, y en el año 2018 del Departamento de Psicología Básica de la Facultad de Psicología. 